# Saint-Jean-de-Thurac
Saint-Jean-de-Thurac település Franciaországban, Lot-et-Garonne megyében. Lakosainak száma 560 fő (2022. január 1.). Saint-Jean-de-Thurac Caudecoste, Lafox, Saint-Nicolas-de-la-Balerme, Saint-Pierre-de-Clairac, Saint-Romain-le-Noble és Sauveterre-Saint-Denis községekkel határos.

## Népesség
A település népessége az elmúlt években az alábbi módon változott:
| Lakosok száma | 281  | 344  | 381  | 483  | 512  | 539  | 560  | 571  | 567  | 560  |
|               | 1968 | 1982 | 1990 | 2006 | 2013 | 2015 | 2017 | 2019 | 2020 | 2022 |